# Le Retour de l'homme invisible
Série
L'Homme invisible
(1933) L'Agent invisible contre la Gestapo
(1942)
Pour plus de détails, voir Fiche technique et Distribution.
Le Retour de l'homme invisible (titre original : The Invisible Man Returns) est un film américain d'horreur et de science-fiction réalisé par Joe May, sorti en 1940. 
Le film s'inspire d'un roman de H. G. Wells, L'Homme invisible, publié en 1897. C'est la suite de L'Homme invisible sorti en 1933. Un troisième film sur ce thème, La Femme invisible, sort peu après Le Retour de l'homme invisible mais sans lien scénaristique avec les deux premiers.

## Synopsis
Sir Geoffrey Radcliffe est condamné à mort pour le meurtre de son frère, un crime qu'il n'a pas commis. Le docteur Frank Griffin, le frère de l'homme invisible original, lui injecte dans sa cellule la drogue d'invisibilité. Radcliffe disparaît de sa cellule et part à la recherche du véritable coupable de la mort de son frère.

## Fiche technique
- Titre français : Le Retour de l'homme invisible
- Titre original : The Invisible Man Returns
- Réalisation : Joe May
- Scénario : Lester Cole et Curt Siodmak
- Photographie :  Milton R. Krasner
- Montage : Frank Gross
- Musique :  Hans J. Salter, Frank Skinner
- Direction artistique :  Jack Otterson
- Décors :  Russell A. Gausman
- Costumes :  Vera West
- Producteur : Ken Goldsmith
- Société de production : Universal Pictures
- Société de distribution : Universal Pictures
- Pays de production :  États-Unis
- Langue originale : anglais
- Format : Noir et blanc — 35 mm — 1,37:1 — Son : Mono   (Western Electric Recording)
- Genre : Film dramatique, Film de science-fiction, Film d'horreur, Thriller
- Durée : 81 minutes
- Dates de sortie : 
  - États-Unis : 12 janvier 1940
  - France : 22 juin 1946
- Affiche : Georges Dastor (France)

## Distribution
- Cedric Hardwicke : Richard Cobb
- Vincent Price : Geoffrey Radcliffe
- Nan Grey : Helen Manson
- John Sutton : Dr Frank Griffin
- Alan Napier : Willie Spears
- Cecil Kellaway : Inspecteur Sampson de Scotland Yard
- Forrester Harvey : Ben Jenkins
- Billy Bevan : Jim

Acteurs non crédités
- Ed Brady : un policier
- Edward Fielding : le gouverneur de la prison
- Frank Hagney : Bill
- Edmund MacDonald : un mineur à Radcliffe
- Frances Robinson : une infirmière
- Harry Stubbs : le policier Tewsbury

## Distinctions
Le film est nommé pour un Oscar en 1941 dans la catégorie des Oscar des meilleurs effets visuels. Il obtient aussi une nomination aux Hugo Awards.